# Sippoint Mini
Sippoint Mini — интернет-телефон (софтфон) с поддержкой видеозвонков и авторегистрацией в сети Sipnet при первом запуске.
В настоящее время разработчик представляет эту программу под именем Sippoint.
При установке Sippoint Mini новому пользователю не нужно проходить стандартный этап регистрации в сети Sipnet — система сама создаёт новый аккаунт и назначает абоненту персональный сетевой номер SIP ID. После  быстрой регистрации на счёте абонента уже будет находиться 1 у.е., то есть он может сразу же позвонить и проверить качество связи, прежде чем пополнять счет.
В интерфейсе софтфона Sippoint Mini дополнительно отображаются:
- режим двух экранов (на дисплее телефона и в отдельном окне), картинка в картинке по технологии PiP (picture-in-picture);
- статистика звонков;
- актуальная таблица бесплатных направлений.

## Отличительные особенности
- технология компании Sipnet — TeamSpirit® 3.1 Voice&Video Engine PC, обеспечивающая передачу видео и голоса на уровне мировых стандартов;
- биржевая система ценообразования тарифов;
- персональная настройка маршрутов звонков;
- создание дочерних счетов и управление ими;
- около 30 способов оплаты услуг;
- техническая поддержка on-line;
- голосовые кодеки: IP-MR, SpeexWB;
- видеокодеки: H.264, H.263;
- работа под операционными системами: Windows 2000, XP, Vista, 7.

## Сообщения об ошибках
Наиболее распространенные сообщения об ошибках и их возможные причины:
- Слишком много неудачных авторизаций — в настройках программы был указан неправильный SIP ID и/или неправильный пароль.
- Такой номер не найден — телефонный номер или SIP ID вызываемого абонента был указан неверно либо SIP-абонент сейчас «не в сети».
- Абонент не зарегистрирован — возможно в настройках тарифов была сделана заявка с нереальными параметрами.
- Невозможно установить соединение — в настройках программы был запрещен требуемый кодек.
- Невозможно подключиться или зарегистрироваться со старым логином — Первичная учетная запись(после быстрой регистрации) имеет статус «Тестовый доступ». Если в течение 30 дней с момента регистрации вы не пополнили свой счет, первичная учетная запись удаляется. Повторно зарегистрироваться с тем же логином невозможно.